# Liste der Nummer-eins-Hits in Belgien (1989)
Diese Liste enthält alle Nummer-eins-Hits in Belgien im Jahr 1989. Es gab in diesem Jahr 18 Nummer-eins-Singles.
| Singles |
| --- |
| - Enya – Orinoco Flow (Sail Away) - 4 Wochen (17. Dezember 1988 – 13. Januar 1989) - Michael Jackson – Smooth Criminal - 2 Wochen (14. Januar – 27. Januar) - Robin Beck – First Time - 1 Woche (28. Januar – 3. Februar) - Gloria Estefan & Miami Sound Machine – Can't Stay Away from You - 2 Wochen (4. Februar – 17. Februar) - Roy Orbison – You Got It - 2 Wochen (18. Februar – 3. März, insgesamt 4 Wochen) - Marc Almond & Gene Pitney – Something's Gotten Hold of My Heart - 1 Woche (4. März – 10. März) - Roy Orbison – You Got It - 2 Wochen (11. März – 24. März, insgesamt 4 Wochen) - Samantha Fox – I Only Wanna Be with You - 1 Woche (25. März – 31. März) - Madonna – Like a Prayer - 6 Wochen (1. April – 12. Mai) - The Bangles – Eternal Flame - 6 Wochen (13. Mai – 23. Juni) - Rocco Granata & The Carnations – Marina - 5 Wochen (24. Juni – 28. Juli) - Jason Donovan – Sealed with a Kiss - 1 Woche (29. Juli – 4. August) - Gerard Joling – No More Boleros - 2 Wochen (5. August – 18. August) - Kaoma – Lambada - 6 Wochen (19. August – 29. September) - Jive Bunny & The Mastermixers – Swing the Mood - 2 Wochen (30. September – 13. Oktober) - Technotronic – Pump Up the Jam - 3 Wochen (14. Oktober – 3. November) - Sydney Youngblood – If I Only Could - 4 Wochen (4. November – 1. Dezember) - Milli Vanilli – Girl I’m Gonna Miss You - 4 Wochen (2. Dezember – 29. Dezember) - Phil Collins – Another Day in Paradise - 5 Wochen (30. Dezember 1989 – 2. Februar 1990, insgesamt 6 Wochen; siehe 1990) |

Siehe auch: Nummer-eins-Hits 1989 in  Australien, Dänemark, Deutschland, Finnland, Frankreich, Irland, Italien, Japan, Kanada, Neuseeland, den Niederlanden, Norwegen, Österreich, Schweden, der Schweiz, Spanien, den Vereinigten Staaten und im Vereinigten Königreich.